# Албанофобија
Албанофобија представља осећај непријатељства или мржње према Албанцима или Албанији и очитује се у стереотипима и предрасудама.

## Етимологија
Реч фобија потиче од грчке речи фобос (грч. φόβος) што значи бекство, ужас, паника, страх.

## Историјски узроци
Крајем 20. и почетком 21. века, због одлива становништва из Албаније и често илегалног статуса у земљама боравка, избегавајући клишее и одвајајући се од илегалног, често криминалног миљеа, Албанци прибегавају још већој интеграцији у боравишне земље, делимично попримањем католицизма (у Италији) или грчке православне вере (у Грчкој). У Србији се узроци албанофобије могу тражити и у колонијализацији српском већином насељене просторе Косова и Метохије махом лојалним албанским становништвом, током Османске владавине над Балканом, као и у великом наталитету албанске популације и тако насталим демографским тензијама.

## Албанофобија у 19. веку
Етнограф и историчар Спиридон Гопчевић у свом делу „Oberalbanien und seine Liga: ethnographisch-politisch-historisch“ из 1881. године, негативно описује Албанце и њихове особине. Исто раде Роберт Супријен (Cyprien Robert) у „Die Slawen der Türkei. Stuttgart 1844.“ и Др. Фридрих Лудвиг Линднер у „Gemälde der Europäischen Türkei. Ein Beitrag zur Länder- und Völkerkunde. Weimar 1813.“.

## Албанофобија у књижевности
У неким својим делима, Карл Мај Албанце представља стереотипно. Посебно у роману „Кроз земљу шиптара“ из 1892. године. У критици тог романа, Михаел Шмит-Неке 1995. године, наводи те стереотипе, разлоге њиховог настанка и касније употребе.
Колективне особине албанаца: позитивне (воља за самосталношћу, моћна појава, озбиљност, сложност против непријатеља); негативне (негостољубивост, неумољивост, хладноћа, мржња, осветољубивост, бес, међусобна сумњичавост, изолованост, расцепканост, одбијање државног ауторитета, одбијање општог права, право јачег)

## Албанофобија у суседним земљама Албаније

### Србија
Албанофобија је присутна, нарочито на фудбалским утакмицама, у зависности од политичких збивања, имајући у види нерешен статус јужне српске покрајине Косово и Метохија.
Термин Шиптар је увредљив, има негативну конотацију у српском језику, и представља израз албанофобије.

### Италија
Албанофобија постоји у Италији и она се пре свега односи на албанске емигранте који се стереотипно доживљавају као криминалци, проститутке и нецивилизовани људи. Италијански аналитичари сматрају да се албанофобија према албанским имигрантима углавном заснивају на стереотипу албанске „инвазије“ италијанске, односно европске територије.
У италијанским медијима се даје велики простор злочинима које су починили Албанци, па чак и онима који се само претпостављају. Истраживачи ове појаве упозоравају да иако постоји већи ниво криминалитета међу албанским имигрантима у Италији у односу на неке друге имигрантске групе, полиција не сме преносити ове стереотипе на све Албанце.

### Грчка
Албанци у Грчкој чине око половину укупног броја имиграната и главну мету негативних стереотипа у грчким медијима. У објашњењу албанофобије се полази од чињенице да је грчко друштво до скоро било веома „хомогено“ и да је масивни долазак емиграната узроковао шок код локалне популације и пореметио постојећу равнотежу. Реакције становништва се исказују у виду шовинизма и ксенофобије (односно албанофобије), која је прилично заступљена у медијима. Медијски говор мржње обухвата расизам, позив на протеривање Албанаца из Грчке, распиривање предрасуда и мржње и стереотипно представљање Албанаца као опасних криминалаца или „животиња“. Извештавање медија о Албанцима се често повезује са положајем грчке мањине у Албанији, за коју се наводи да трпи притисак албанске државе, што се даље узима као оправдање за третман Албанаца у Грчкој.
Албански емигранти у Грчкој доживљавају „озбиљну дискриминацију“ на послу, посебно у вези са висином надница и социјалним осигурањем. Услед неприхватања средине, албански радници су понекад приморани да промене име.
Албанци често наилазе на ниподаштавајући третман од стране грчких органа реда. Албанска популација је изложена масовним хапшењима приликом полицијских чистки и мета је честих депортација, које обухватају и особе са уредним документима. У случајевима примене насиља према Албанцима, грчки полицајци најчешће не одговарају или добију само „номиналне казне“.